# Taryn Thomas

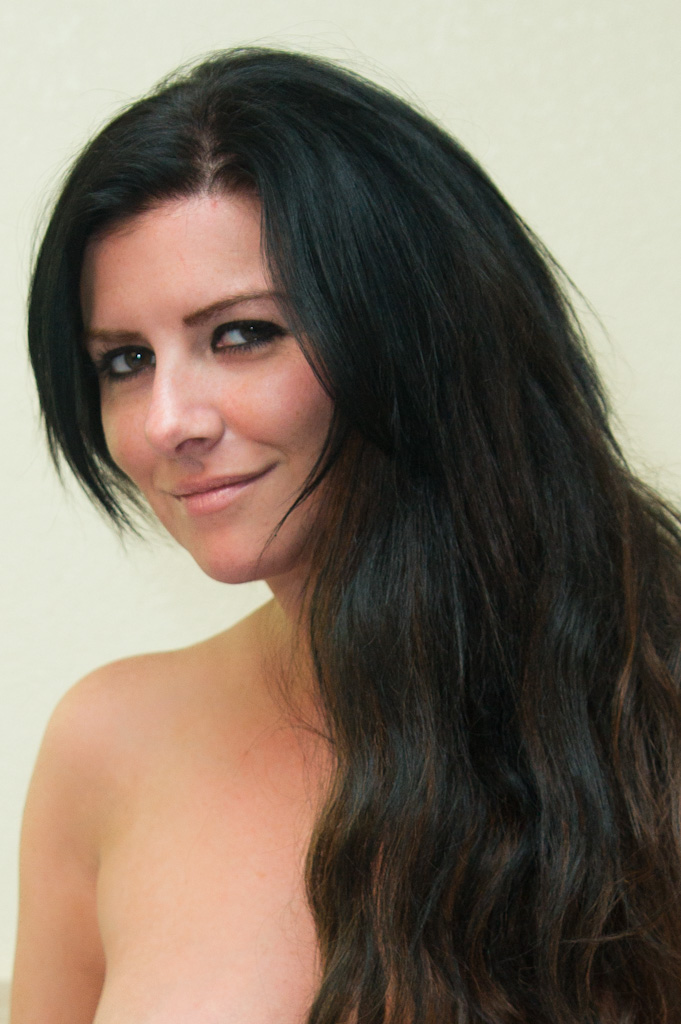
Taryn Thomas (2012)

Taryn Thomas (* 27. Mai 1983 als Rina M. Tucciarone in Jersey City, New Jersey) ist eine US-amerikanische Pornodarstellerin.

## Karriere
Thomas wurde in New Jersey geboren und zog im Alter von 12 Jahren nach Phoenix, Arizona. Im Alter von 18 Jahren, und damit alt genug, um als Pornodarstellerin zu arbeiten, startete sie ihre Karriere bei der Lightspeed Media Corporation mit  Internet-Foto-Shootings und Softcore-Aufnahmen. Ende 2004 kam Thomas nach Südkalifornien und entschied sich für die Hardcorebranche. Ihr erster Film war 12 on 1 #2 von Lethal Hardcore, zusammen mit Penny Flame, Sandra Romain und Melissa Lauren. Sie war im Jahre 2006 für den AVN Award in der Kategorie „Best New Starlet“ nominiert, konnte den Preis aber gegen McKenzie Lee nicht gewinnen. Sie gewann jedoch die Auszeichnung des F.A.M.E. Award im Juni 2006 als „Dirtiest Girl in Porn“. Bekannte Filme mit Thomas sind u. a. Camp Cuddly Pines Powertool Massacre, Chemistry und Bachelorette Bang. Sie ist auch in mehreren Folgen der Serie Jack’s Playground zu sehen und in College Invasion 7. Thomas drehte zudem Szenen für die Websites Brazzers und Naughty America.
Thomas hatte einen Auftritt in der Howard-Stern-Show und nahm an einem Pornstar Beauty Pageant teil, mit den Wettbewerberinnen Taylor Wane und Carmen Luvana. Sie verließ die Hardcorebranche, um Kosmetik zu studieren, gab allerdings im Mai 2007 bekannt, dass sie wieder zurückkehre. Zusätzlich zu ihren Kosmetikstudien hat Thomas auch eine Immobilienschule besucht und hat eine Lizenz als Pharmacy technician.

## Filmografie (Auswahl)
- 2005: Service Animals 19
- 2005: College Invasion 7
- 2005: Jack’s Playground 29
- 2005: Belladonna: No Warning
- 2005: Dementia 3

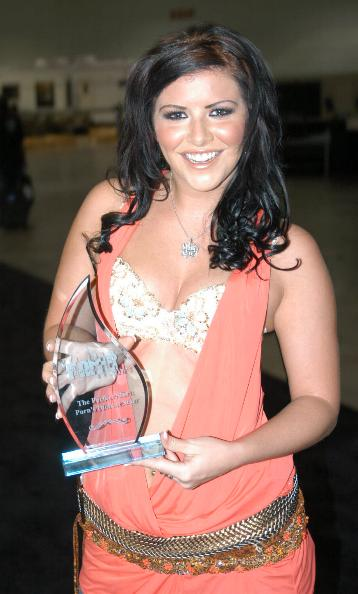
Taryn Thomas mit dem von ihr 2006 gewonnenen F.A.M.E. Award als „Dirtiest Girl in Porn“

- 2005: Camp Cuddly Pines Powertool Massacre
- 2006: Ass Jazz 4
- 2006: Chemistry
- 2006: Pussy Party 14
- 2006: Fishnets 5
- 2007: Strap Attack 6

## Auszeichnungen
- 2006: F.A.M.E. Award – Dirtiest Girl in Porn[2]
- 2006: NightMoves Award – Best New Starlet (Editor’s Choice)
- 2006: Rog Reviews Fan Faves – Best Newbie & Best Female Performer
- 2006: KSEX Listeners Choice Award – Best Guest